# Vignemale
Le Vignemale, plus précisément la pique Longue, est un sommet des Pyrénées, situé à la frontière franco-espagnole, dans le massif du Vignemale. Il est, avec ses 3 298 m (ou 3303 m selon des cartes espagnoles), le point culminant des Pyrénées françaises, des Hautes-Pyrénées, de la région Occitanie et de l'ancienne province de Gascogne. C'est aussi le 11e plus haut sommet de toute la chaîne des Pyrénées selon la liste officielle des 212 pics à plus de 3 000 mètres pyrénéens.
En bordure du parc national des Pyrénées, et de la reserva de la Biosfera Ordesa-Viñamala, il est accessible depuis Gavarnie, Cauterets ou Torla-Ordesa. Une partie de l'itinéraire d'accès côté français emprunte le GR 10. La voie d'accès la plus facile et évidente traverse une grande partie du glacier d'Ossoue (ou glacier de Baysselance), depuis les grottes de Bellevue sur le GR 10 jusqu'à la base de la pique Longue, où il faut alors finir l'ascension avec un peu d'escalade facile. Le Vignemale est l'un des sommets mythiques des Pyrénées. En aragonais, il est appelé pico de Comachibosa et en espagnol pico Viñamala.

## Toponymie
Vignemale est repris de son nom gascon Vinhamala qui servait à désigner tout le massif du Vignemale, ce sont les pyrénéistes qui au XIXe siècle ont individualisé les noms des sommets et nommé le plus haut du nom de la montagne entière. La dénomination Vinhamala elle-même serait à l'origine une toponymie pléonastique de deux racines pré-indo-européennes « vin » et « mal » signifiant toutes les deux « montagne ».
En considérant la langue vernaculaire, une autre hypothèse veut que Bigne signifie « hauteur » et Mála ou Male, « mauvaise », soit « la mauvaise hauteur ». La véritable orthographe serait pic de Bigne Male, ou à la rigueur pic de Vigne Male, mais la forme Vignemale est retenue sur les cartes. Les bergers espagnols de Broto appellent La Labaza le versant sud du Vignemale ; ce nom désigne bien, en effet, l'immense paroi rocheuse qui tapisse les flancs du massif entre le Cerbillona et le mont Ferrat. Mais les formes Villamala, Viñamala ont également été relevées, tandis que les bergers de Tena l'appellent : Camagibosa et la carte militaire porte : Camachivosa, qui est certainement une corruption graphique de Camagibosa. Dans le même sens, les toponymes bigna ou vigna semblent pouvoir se traduire par « hauteur sévère, difficile d'accès » ; Bigna mala : la plus célèbre de toutes, la Vigne-Male, « la hauteur de mauvaise allure, pour les anciens : difficile sinon impossible à gravir ».
Côté espagnol, les habitants des vallées environnantes nomment le massif du Vignemale en langue aragonaise le Comachibosa.
La dernière étude en date (2009) indique : Vin soit « bosse, roc » (préceltique attesté cf. Dauzat) et Mala soit « mauvaise » (latin, à confirmer ou préciser).

## Géographie

### Topographie
Le massif du Vignemale apparaît comme particulièrement imposant, que ce soit depuis la vallée d'Ossoue, ou bien depuis la vallée de Gaube. La pique Longue, assez « pointue » et d'une altitude élevée, est ainsi visible depuis de nombreux sommets des Pyrénées, même éloignés, et aussi depuis la ville de Lourdes.
Le Vignemale dominant toute la région, la vue depuis ce sommet est panoramique et extrêmement étendue par temps clair.

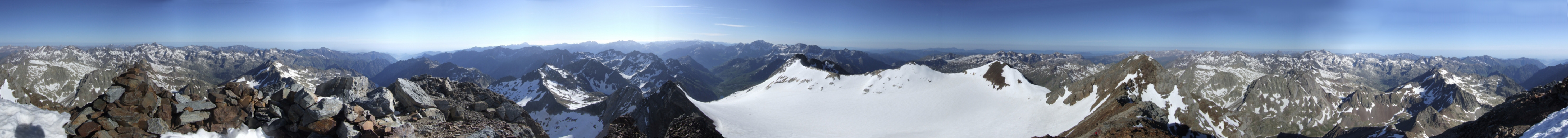
Vue à 360° depuis le sommet.

### Hydrographie
Le sommet délimite la ligne de partage des eaux entre le bassin de l'Adour, qui se déverse dans l'Atlantique côté nord, et le bassin de l'Èbre, qui coule vers la Méditerranée côté sud.

### Climat

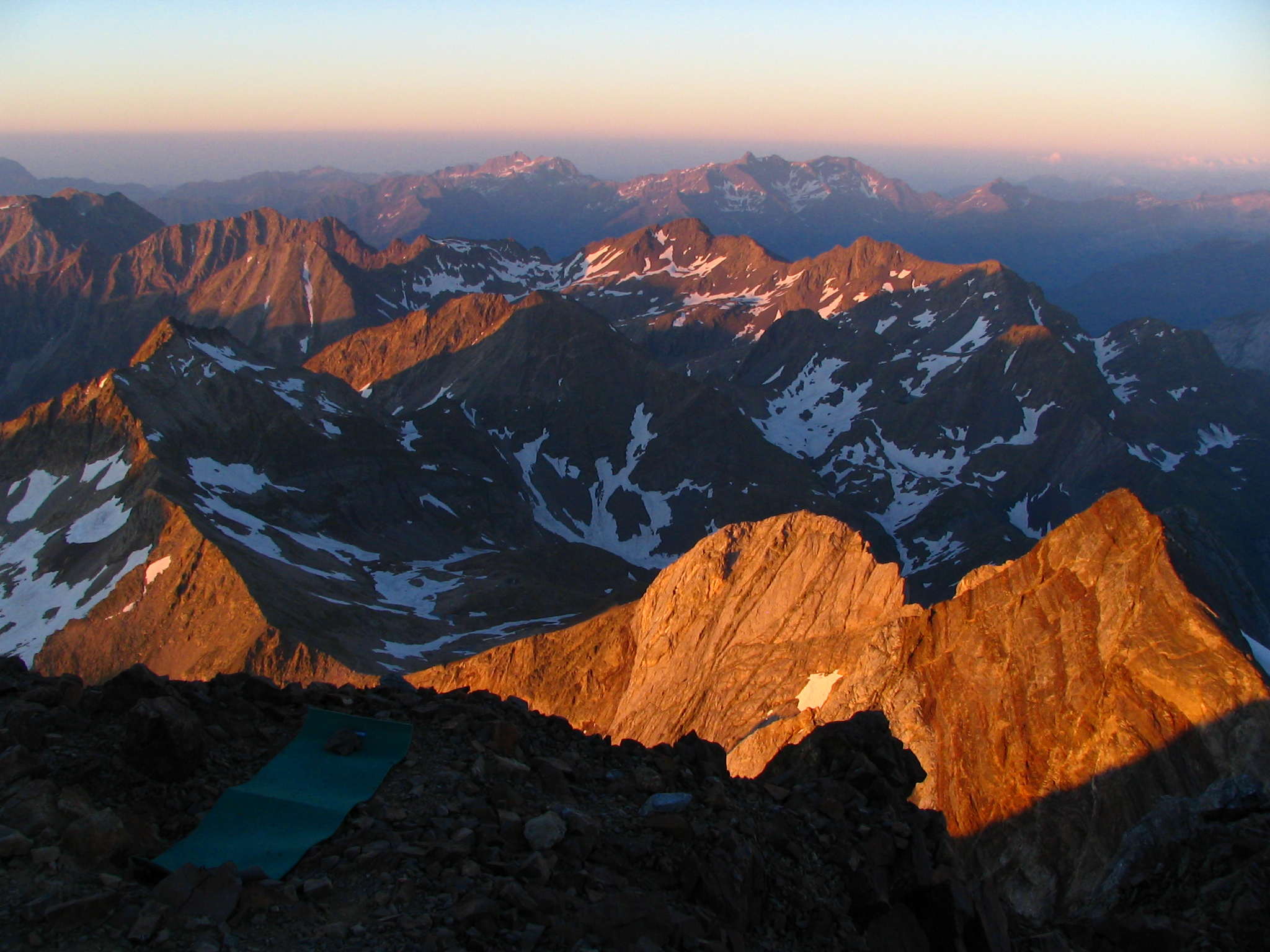
Coucher du soleil depuis le sommet.

Le Vignemale est soumis à un climat de haute montagne subocéanique et glaciaire. Il n'y a aucune station météorologique au sommet. On estime les précipitations annuelles à 200 cm, avec un régime régulier (léger creux estival malgré de virulents orages) et un flux humide dominant de sud-ouest. Les températures sont de l'ordre de −11 °C en février à + 2 °C en août. Précipitations essentiellement sous forme de neige. Au sol elle persiste localement toute l'année, alimentant deux glaciers : sous les falaises du versant nord et dans le haut vallon au sud du sommet. Pour une ascension en randonnée (avec crampons) l'état nivologique le plus favorable se rencontre généralement en juin (lorsque les sentiers d'approche sont à peu près déneigés et qu'un manteau de neige meuble en journée recouvre encore le glacier).

## Histoire

### Premières ascensions

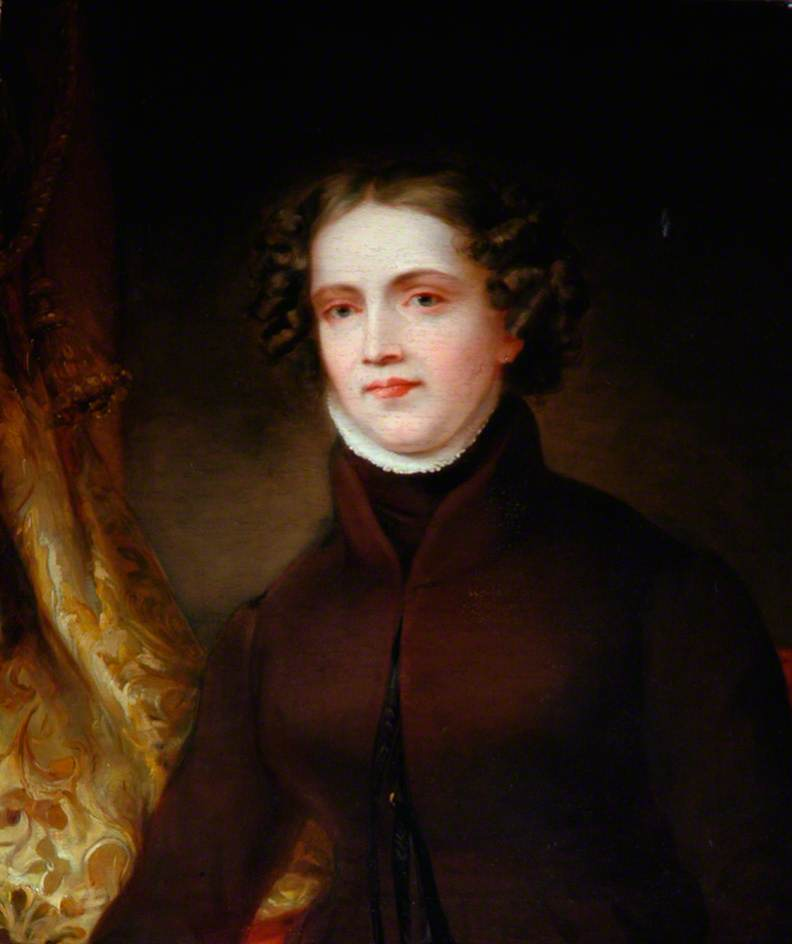
Anne Lister, première femme à atteindre le sommet du Vignemale.

Le Vignemale est officiellement vaincu le 2 août 1792 quand des bergers membres de l'équipe de Louis-Philippe-Reinhard Junker, le géodésien chargé de mesurer l'altitude des principaux sommets pyrénéens et d'établir la délimitation de la frontière, érigent un signal au sommet de la pique Longue, après en avoir fait de même la veille au sommet du Montferrat. Il est cependant probable que des bergers pyrénéens connaissaient l'accès du Vignemale depuis longtemps. En juin 1822, Vincent de Chausenque en entreprend l'ascension en suivant la ligne de crête depuis le Petit Vignemale. Il échoue cependant sur l'une des cimes de la pointe qui porte désormais son nom,. Ce n'est que le 8 octobre 1837, soit 45 ans après la première ascension, que le Vignemale est de nouveau vaincu. Le guide originaire de Luz Henri Cazaux en franchit le sommet avec son beau-frère Bernard Guillembet.

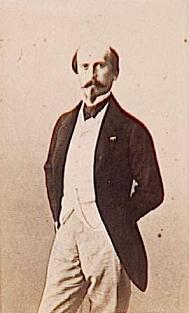
Le prince de la Moskowa.

En 1838, le Vignemale est le théâtre d'une compétition originale entre un homme et une femme, tous deux montagnards d'exception, pour devenir le premier touriste à atteindre le sommet. En voyage dans les Pyrénées avec sa compagne Ann Walker, la Britannique Anne Lister rencontre Henri Cazaux qui lui propose de la guider à la pique Longue. Anne Lister l'engage immédiatement, promettant de payer la course 20 francs, et 5 francs de plus si le sommet est atteint. Quelques jours plus tard, Cazaux conduit Napoléon Joseph Ney, prince de la Moskova, et son frère Edgar dans une chasse à l'ours qui s'achève sans succès. Pour consoler ses clients, il leur vend à eux aussi l'exclusivité du Vignemale. Apprenant la nouvelle, Anne Lister exige de son guide un départ immédiat, malgré la météo incertaine. Le 7 août, elle atteint le sommet du Vignemale avec les guides Cazaux, Guillembet, Charles et Sanjou, après avoir emprunté un col entre le pic Central et le Cerbillona, connu depuis sous le nom de col Lady Lister.
Quatre jours plus tard, Henri Cazaux, cachant cette première ascension, conduit le prince de la Moskowa au Vignemale. Ce dernier, convaincu d'être le premier, fait connaître son exploit en publiant dans la Revue des Deux Mondes un article relatant son aventure,. Apprenant la nouvelle dans la presse britannique, Anne Lister saisit un avocat de Lourdes et, sous la menace d'un procès, Cazaux et les autres guides signent finalement une attestation prouvant qu'elle est bien la devancière du prince de la Moskowa,.

### Henry Russell et le Vignemale

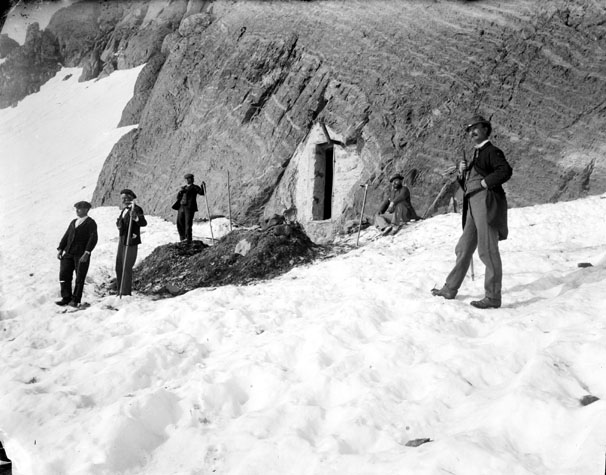
Henry Russell et des guides devant les grottes Russell en haut du glacier d'Ossoue.

Le 11 février 1869, le comte Henry Russell réalise la première ascension hivernale du Vignemale, en compagnie des guides Hippolyte et Henri Passet, au terme d'une course de seize heures à marche forcée depuis Gavarnie. C'est d'ailleurs la première grande ascension hivernale effectuée en Europe :

« Jamais je n'oublierai les courtes mais mémorables minutes que nous passâmes là-haut dans le cœur de l'hiver, avec la certitude qu'aucun homme en Europe ne respirait à notre niveau : orgueil puéril mais pardonnable. D'ailleurs, des fibres plus nobles vibraient aussi en moi. Du haut de cette espèce de cathédrale céleste, je voyais sous mes pieds la chaîne des Pyrénées gelée d'un bout à l'autre. J'étais au centre d'un paradis de neige ! »

— Henry Russell, Souvenirs d'un montagnard
Le 26 août 1880 il passe la nuit au sommet du Vignemale, enfoui à l'intérieur de son sac en peau d'agneaux, dans un petit fossé recouvert de pierres,. Cette expérience fait naître chez lui l'envie de pratiquer de longs séjours à haute altitude : de 1881 à 1893, il fait construire sept grottes dans le massif, la dernière, dite « du Paradis », étant aménagée à 3 280 mètres d'altitude, juste sous le sommet de la pique Longue. C'est là qu'il célèbre, en 1894, ses « noces d'argent » avec le sommet, après avoir réalisé une vingt-cinquième ascension du sommet avec son ami Bertrand de Lassus et les guides Henri Passet, Mathieu Haurine et François Bernat-Salles. À plusieurs reprises, jusqu'à sa trente-troisième et dernière ascension en 1904, Henry Russell fait construire de petites tours en pierre afin de rectifier l'altitude du sommet en la portant au-dessus de 3 000 mètres. Cependant, ces constructions ne résistent pas aux intempéries,.
À la fin de l'année 1888, le comte Russell émet le souhait de devenir propriétaire du Vignemale et sollicite auprès de la commission syndicale de la vallée de Barèges une concession qui lui donnerait la propriété symbolique de toutes les neiges et tous les rochers situés au-dessus de 2 300 mètres d'altitude, pour un total de 200 hectares autour du massif. Le 13 décembre, il adresse également un courrier au préfet des Hautes-Pyrénées, Charles Colomb,. Il établit lui-même un plan de la zone concernée, à l'intérieur d'une ligne qui part du sommet de la pique Longue jusqu'à la hourquette d'Ossoue en passant par le Petit Vignemale, puis vers le sud-est en passant à l'est des grottes Bellevue jusqu'à la crête du Montferrat, et rejoint ensuite la pique Longue en suivant la frontière. Réunie le 25 février 1889, la commission syndicale accepte à l'unanimité l'offre du comte. Avec l'aval du préfet, elle lui accorde la concession du massif pour une durée de 99 ans, contre le versement d'un franc symbolique chaque année. Elle autorise par ailleurs le comte à y faire tous les aménagements qu'il juge nécessaire, ainsi qu'à établir des sentiers ou des chemins pour faciliter l'accès au Vignemale. Le bail est accordé officiellement le 10 octobre suivant.

### Autres ascensions remarquables
- Le 7 août 1889, Henri Brulle, Jean Bazillac et Roger de Monts conduits par les guides Célestin Passet et François Bernat-Salles, ouvrent une nouvelle voie en atteignant le sommet par le « couloir de Gaube », décrit par Henri Brulle comme « une fascinante et provocante cheminée de neige et de glace ouverte dans la paroi Nord du Vignemale, vertigineuse et haute de 600 mètres »[24]. L'ascension est rendue difficile par la pente excessive sur la glace et les cinq hommes ne doivent leur salut qu'à la persévérance de Célestin Passet, qui taille environ 1 300 marches à l'aide de son piolet[25],[26].
- 1933 - Le 8 août, Henri Barrio et Robert Bellocq ouvrent la face nord de la pique Longue sans avoir planté un seul piton[27].
- 1949, le 28 février, première hivernale de la face nord de la pique Longue par Marcel Jolly et Bernard Clos.
- 1994 - Le 24 mars, Benoît Dandonneau, Christian Ravier et Rémi Thivel ouvrent, dans la face nord du Vignemale la voie « Les Délinquants de l'inutile ».

### La course du Vignemale
En 1904 et 1906, la rivalité entre les guides de Gavarnie et ceux de Cauterets mena à une compétition originale : la course du Vignemale. Il s'agissait pour les concurrents de partir de Cauterets, de remonter la vallée de Gaube, puis le glacier d'Ossoue, d'arriver au sommet de la pique Longue et de redescendre par le col de Labassa, le lac d'Estom, la vallée de Lutour, jusqu'à Cauterets. La plupart des concurrents faisaient la course pieds nus[réf. nécessaire]. Le premier vainqueur fut Jean-Marie Bordenave, en six heures une minute, exploit renouvelé en 1906 avec cinq heures trente-sept minutes. Le premier des « amateurs » fut Henri Sallenave, de Pau.
En 1987, la municipalité de Cauterets remet cette course à l'honneur, sous le nom Trophée du Grand Vignemale. Elle a lieu en 1987, 1988, 1991, et chaque année depuis 2013. Depuis les dernières éditions, compte tenu de la dégradation du glacier d'Ossoue, la course n'atteint plus le sommet de la pique Longue, mais celui du Petit Vignemale (3 032 m).

## Voies d'accès
Les plus célèbres voies d'accès sont les suivantes :
- Voie normale par le glacier d'Ossoue : glacier puis petite escalade en rocher (F+)
- Couloir de Gaube
- Face nord
- Couloir du Clos de la Hount
- Couloir de Cerbillona
- Traversées du Petit Pic et du Grand Pic
- Éperon nord
- Arête de Gaube